# Comin' Soon
『Comin' Soon』（カミング・スーン）は、1986年3月21日に発売された大貫妙子の通算10作目となるスタジオ・アルバム。発売元はDear Heart ⁄ MIDI。

## 概要
″お子さんと一緒に聴ける音楽を″ をコンセプトに制作されたアルバム。書き下ろしの新曲のほか「ピーターラビットとわたし」、NHKみんなのうた「メトロポリタン美術館」といったストーリー性の高い楽曲、原田知世に提供した「地下鉄のザジ」のセルフカバーや、既発のアルバムからもテーマに即した楽曲が選ばれている。
初版のLPは、3000部限定・LPサイズの絵本「愛より可愛い ″おさなごころスペクタクル″」付きで発売された。
LP・CTは全10曲を収録。CDは非売品シングルの「森のクリスマス」と、後にアルバム『アフリカ動物パズル』にも収録された「お天気いい日」を追加し、全12曲が収録されている。
2019年8月28日には、バーニー・グランドマンによるリマスタリング、カッティングが施されたアナログ盤が、完全生産限定盤として再発売された。LPには大貫本人のセルフライナーノートが封入されている。

## 収録曲

### LP / CT
| 全作曲: 大貫妙子。 |                              |          |            |          |      |
| #                  | タイトル                     | 作詞     | 作曲・編曲 | 編曲     | 時間 |
| 1.                 | 「Alice」                    | 大貫妙子 | 大貫妙子   | 清水信之 | 5:43 |
| 2.                 | 「ピーターラビットとわたし」 | 大貫妙子 | 大貫妙子   | 坂本龍一 | 3:11 |
| 3.                 | 「ロボット・マーチ」         | 古川裕也 | 大貫妙子   | 清水信之 | 3:48 |
| 4.                 | 「メトロポリタン美術館」     | 大貫妙子 | 大貫妙子   | 清水信之 | 2:18 |
| 5.                 | 「MOMO」                     | 葉山陽子 | 大貫妙子   | 門倉聡   | 3:40 |

| 全作曲: 大貫妙子。 |                                              |                                 |            |          |      |
| #                  | タイトル                                     | 作詞                            | 作曲・編曲 | 編曲     | 時間 |
| 1.                 | 「テディ・ベア」                             | 大貫妙子                        | 大貫妙子   | 坂本龍一 | 4:05 |
| 2.                 | 「チェッカーくん」                           | 秋山道男                        | 大貫妙子   | 大村憲司 | 3:57 |
| 3.                 | 「地下鉄のザジ」                             | 大貫妙子                        | 大貫妙子   | 清水信之 | 3:17 |
| 4.                 | 「Les aventures de TINTIN (タンタンの冒険)」 | 大貫妙子                        | 大貫妙子   | 坂本龍一 | 4:36 |
| 5.                 | 「Comin' Soon ″SMALL DAYS IN A BIG WORLD″」  | クリス・モズデル 原案: 羽仁未央 | 大貫妙子   | 清水信之 | 4:18 |

### CD
| 全作曲: 大貫妙子。 |                                              |                                 |            |          |      |
| #                  | タイトル                                     | 作詞                            | 作曲・編曲 | 編曲     | 時間 |
| 1.                 | 「Alice」                                    | 大貫妙子                        | 大貫妙子   | 清水信之 | 5:43 |
| 2.                 | 「ピーターラビットとわたし」                 | 大貫妙子                        | 大貫妙子   | 坂本龍一 | 3:11 |
| 3.                 | 「ロボット・マーチ」                         | 古川裕也                        | 大貫妙子   | 清水信之 | 3:48 |
| 4.                 | 「メトロポリタン美術館」                     | 大貫妙子                        | 大貫妙子   | 清水信之 | 2:18 |
| 5.                 | 「MOMO」                                     | 葉山陽子                        | 大貫妙子   | 門倉聡   | 3:40 |
| 6.                 | 「森のクリスマス」                           | 大貫妙子                        | 大貫妙子   | 門倉聡   | 4:05 |
| 7.                 | 「テディ・ベア」                             | 大貫妙子                        | 大貫妙子   | 坂本龍一 | 3:49 |
| 8.                 | 「チェッカーくん」                           | 秋山道男                        | 大貫妙子   | 大村憲司 | 3:57 |
| 9.                 | 「お天気いい日」                             | 大貫妙子                        | 大貫妙子   | 清水信之 | 3:20 |
| 10.                | 「地下鉄のザジ」                             | 大貫妙子                        | 大貫妙子   | 清水信之 | 3:17 |
| 11.                | 「Les aventures de TINTIN (タンタンの冒険)」 | 大貫妙子                        | 大貫妙子   | 坂本龍一 | 4:36 |
| 12.                | 「Comin' Soon ″SMALL DAYS IN A BIG WORLD″」  | クリス・モズデル 原案: 羽仁未央 | 大貫妙子   | 清水信之 | 4:18 |
| 合計時間:          | 合計時間:                                    | 合計時間:                       | 合計時間:  | 46:02    |      |

### 曲解説
1. Alice
2. ピーターラビットとわたし
  - 9枚目のシングルA面曲。アルバム『Cliché』収録曲。
3. ロボット・マーチ
4. メトロポリタン美術館
  - シングル「宇宙みつけた」B面曲。NHK『みんなのうた』放送楽曲。
5. MOMO
6. 森のクリスマス
  - 非売品シングルA面曲。CDのみ収録。
7. テディ・ベア
  - アルバム『SIGNIFIE』収録曲。
8. チェッカーくん
9. お天気いい日
  - CDのみ収録。
10. 地下鉄のザジ
  - 原田知世のアルバム『バースデイ・アルバム』提供曲のセルフカバー。
11. Les aventures de TINTIN (タンタンの冒険)
  - アルバム『copine』収録曲。
12. Comin' Soon "SMALL DAYS IN A BIG WORLD"

## 非売品シングル

### 概要
販売促進用として放送局などに配布されたプロモ・シングル盤。A面曲「森のクリスマス」はアルバム『Comin' Soon』のCD版にのみ収録された。
B面曲「天使のオルゴール」はインストゥルメンタルで、アルバム未収録となっている（2023年9月現在）。

### 収録曲
1. 森のクリスマス（4:02）
作詞・作曲: 大貫妙子 / 編曲: 門倉聡
2. 天使のオルゴール（2:27）
作曲: 大貫妙子 / 編曲: 上野耕路

## 参加ミュージシャン
| Alice - Acoustic Piano, Guitar, Xylophone, Glockenspiel, Drum Programming: 清水信之 - Bass: 富倉安生 - Drums: 上原裕 - Alto Sax: Jake H. Conception - Tenor Sax: 斎藤正樹 - Flute: 衛藤幸雄、相馬充 - Trumpets: 数原晋TEAM - Oboe: 坂宏之 - French Horn: 南浩之 - Harp: 山川恵子 - Strings: 金子飛鳥GROUP ピーターラビットとわたし - Keyboards, Drums: 坂本龍一 - Guitar: 大村憲司 - Background Vocals: 大貫妙子 ロボット・マーチ - All Instruments: 清水信之 - Computer Programming: 遠山純 - Background Vocals: 大貫妙子 メトロポリタン美術館 - All Instruments: 清水信之 - Oboe: 坂宏之 - Computer Programming: 松武秀樹 MOMO - Keyboards: 門倉聡 - Acoustic & Electric Guitars: 鈴木智文 - Acoustic Guitar: 安田裕美 - Fretless Bass: 渡辺等 - Electric Violin: 中西俊博 - Background Vocals: 大貫妙子 | 森のクリスマス - Keyboards,Vibraphone: 門倉聡 - Oboe: 川村正明 - Flute: 槙本吉雄 - Strings: 中西俊博GROUP - Background Vocals: 大貫妙子 テディ・ベア - Keyboards, Drums, Programming: 坂本龍一 - Electric Guitars: 大村憲司 - Acoustic Guitars: 吉川忠英 - Background Vocals: 大貫妙子 チェッカーくん - Guitars, Bass: 大村憲司 - Fairlight CMI: 鈴木さえ子 - Fairlight CMI Programming: 藤井丈司 - Background Vocals: 大貫妙子 お天気いい日 - Fairlight CMI: 鈴木さえ子 - Whistle: 赤川新一 - Fairlight CMI Programming: 藤井丈司 - Background Vocals: 大貫妙子 地下鉄のザジ - All Instruments: 清水信之 - Computer Programming: 遠山純 - Background Vocals: 大貫妙子 Les aventures de TINTIN - All Instruments: 坂本龍一 - Guitar: 大村憲司 - Bass: 伊藤広規 - Background Vocals: 大貫妙子 Comin' Soon "SMALL DAYS IN A BIG WORLD" - All Instruments: 清水信之 |

## 発売履歴
| 発売日        | レーベル                | 規格       | 規格品番  | 備考           |
| ------------- | ----------------------- | ---------- | --------- | -------------- |
| 1986年3月21日 | Dear Heart ⁄ MIDI       | LPレコード | MIL-2513  |                |
| 1986年3月21日 | Dear Heart ⁄ MIDI       | カセット   | MIT-1013  |                |
| 1986年3月21日 | Dear Heart ⁄ MIDI       | CD         | 35MD-1013 | 全12曲収録     |
| 1990年9月21日 | Dear Heart ⁄ MIDI       | CD         | MDC7-1013 | 再発盤         |
| 2019年8月28日 | Sony Music/GREAT TRACKS | LPレコード | MHJL-100  | 完全生産限定盤 |

## 参考資料
- オリコン『ALBUM CHART-BOOK COMPLETE EDITION 1970-2005』オリコン・マーケティング・プロモーション、2006年4月。ISBN 978-4-87131-077-2。
- 大貫妙子／copine.・Comin' Soon ＜アナログ盤＞ – ナツメロ喫茶店